# Banc De Binary
Banc De Binary fue una firma financiera israelí con una larga historia de problemas regulatorios en tres continentes. El 9 de enero de 2017, la compañía anunció que cerraría a consecuencia de la cobertura de prensa negativa y a su reputación dañada. La firma también devolvió su licencia de correduría con la Comisión de valores y bolsa de Chipre (CySEC), perdiendo su habilidad para comerciar legalmente en la Unión Europea. Los ingresos de la firma en 2014 fueron reportados en US$100 millones.
Banc De Binary fue una empresa financiera con sede en Chipre, especializada en opciones binarias (también conocidas como Opciones de Retorno Fijo y también como opciones digitales) sobre activos, incluyendo commodities, acciones, índices y monedas. La compañía operaba un sitio web de Negociación en Línea, por medio del cual los clientes podían comprar y vender opciones binarias ("call" o "put"), prediciendo si el precio de un determinado activo subiría o bajaría en un determinado período de tiempo.
En finanzas, una opción binaria es un tipo de opción donde la rentabilidad puede ser una cantidad fija de un activo o nada en absoluto. Los dos tipos principales de opciones binarias son la opción binaria dinero-o-nada y la opción binaria de activo-o-nada. La opción binaria de dinero-o-nada paga una cantidad fija de dinero si la opción vence en-el-dinero mientras que el activo-o-nada paga el valor del título subyacente. En consecuencia, las opciones son binarias por naturaleza, porque solamente hay dos posibles resultados. También son llamadas opciones todo-o-nada, opciones digitales (más común en los mercados de tipo divisas/intereses), y Opciones de retorno fijo (FROs por sus siglas en inglés) (en el American Stock Exchange). Las opciones Binarias son opciones estilo-Europeo generalmente.
Al comprarse una opción binaria, el rendimiento potencial que ofrece es cierto y conocido antes que la compra se realice. Las opciones 
binarias pueden comprarse en casi todo tipo de producto financiero y se pueden comprar en los dos tipos de negociación, ya sea mediante 
la compra de una opción “Call”/“Up” o de una opción “Put”/“Down”. Esto significa que un inversor puede ir largo o corto con cualquier producto financiero simplemente mediante la compra de una opción binaria. Las opciones Binarias se ofrecen contra un tiempo de vencimiento fijo, que por ejemplo, pueden ser 30 segundos y hasta 30 minutos, una hora antes o al cierre de la jornada bursátil.
Dentro de la Unión Europea, la compañía estaba regulada por la Comisión de valores y bolsa de Chipre (CySEC por sus siglas en inglés). tomando la decisión de reconocer las opciones binarias como instrumentos de negociación en el 2012 y promulgándose la primera regulación internacional de las opciones binarias que requiriendo las licencias que cumplen con la legislación local e internacional. En sus inicios, Banc De Binary y el proveedor de la plataforma SpotOption fueron los primeros en ser regulados por la CySEC. Desde entonces Banc De Binary ha solicitado el Estatus de Certificado por la FSA (Autoridad de servicios financieros en el Reino Unido) y el FSB (Consejo de servicios financieros en Sudáfrica). Por su estatus de Miembro de Chipre en la Unión Europea, Banc De Binary se encuentra regulado también por el ImFIB que goza de protección bajo el ICF (Fondo de Compensación de Inversores). Esta red de regulaciones permite a Banc De Binary operar en los países de la UE con pasaporte para la Arena Económica Europea.
El Wall Street Journal lo describió como "un website innovador que permite a las personas negociar con el precio del oro, petróleo o acciones";
Un artículo en el diario "Independent on Sunday" los describió como "Firma de Inversión líder en la Ciudad".

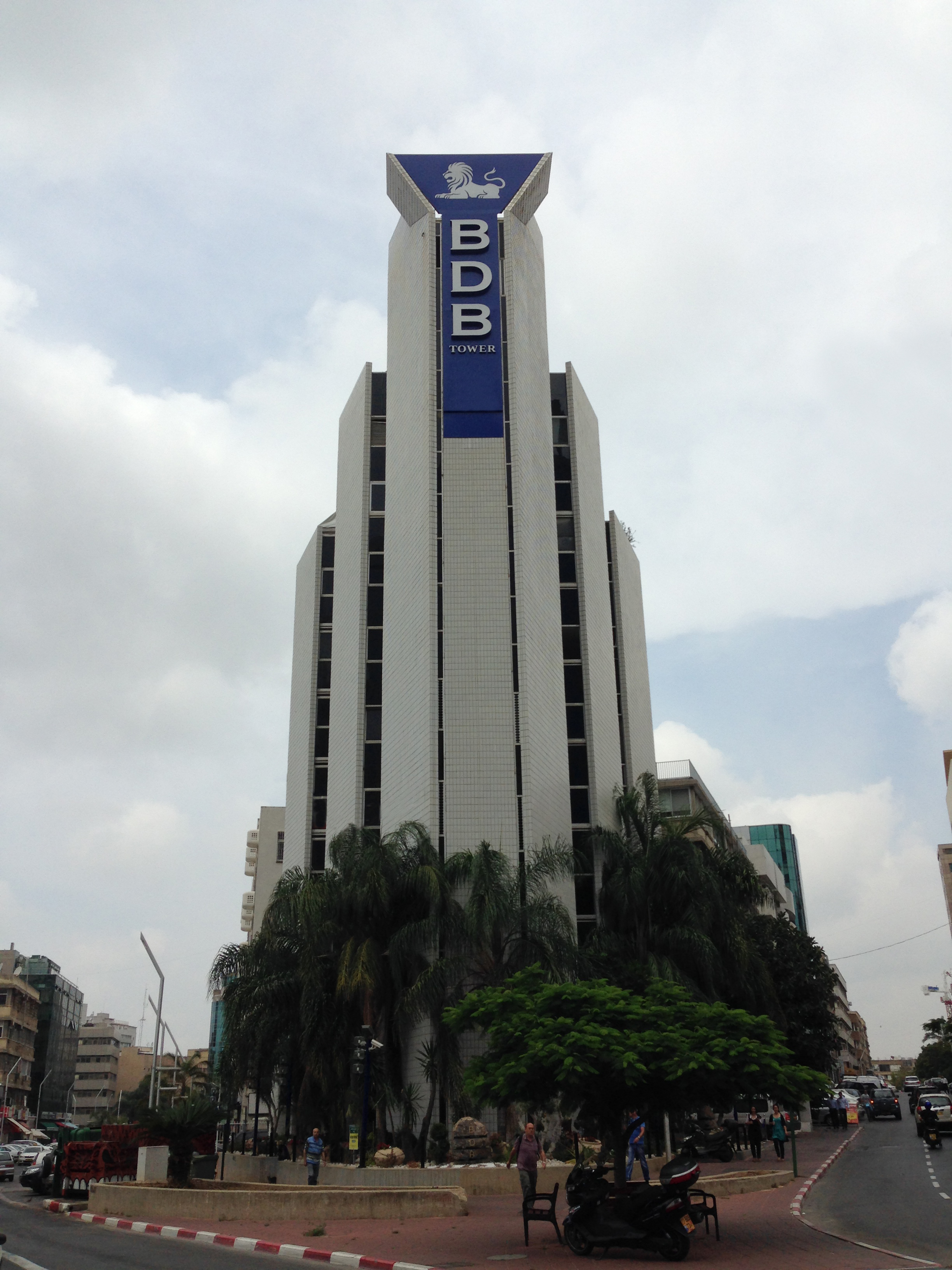
La Torre BDB en el Distrito de Negociación de Diamantes

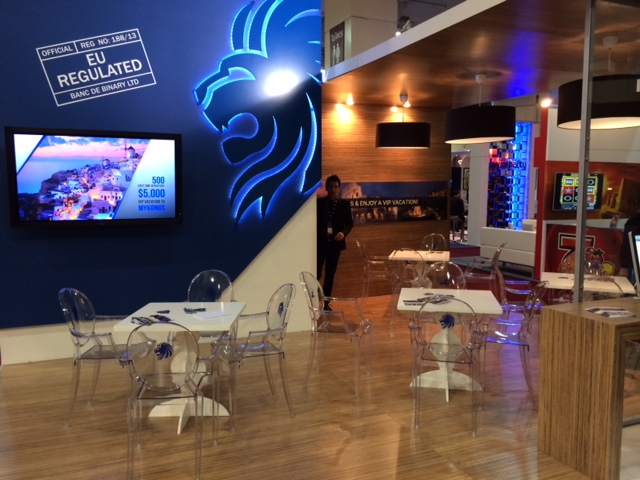
Banc De Binary en la Conferencia de Afiliados de Londres 2013

## Historia
Banc De Binary fue fundado en 2009 por el empresario y financiero estadounidense Oren Laurent. Laurent expresó lo siguiente “Después de la crisis financiera del 2008, estaba consternado por el estado del mundo financiero, avergonzado por el daño que muchos corredores le habían ocasionado a la economía y el impacto que esto tuvo en la vida de las personas alrededor del mundo. Banc De Binary inició como un sueño y una visión. La idea fue hacer una contribución positiva al mundo financiero y ofrecer un producto accesible a las personas en cualquier lugar, no solamente a los comerciantes experimentados.” La crisis financiera del 2008 con la regulación por parte de la SEC (Comisión de valores y bolsa). Siguiendo esta regulación, las opciones binarias ya no se limitan a ser negociadas en la bolsa. Laurent fue uno de los miembros fundadores de SpotOption, una compañía que proporciona el software a varias plataformas de opciones binarias. Laurent ya no tiene ningún cargo en dicha empresa. Fundó la plataforma de negociación Banc De Binary, que abrió oficialmente sus actividades el 15 de enero de 2009. Esta fue una de las primeras firmas de opciones binarias establecidas después de la decisión de la SEC.

## Opciones Binarias sin intercambio-negociadas
Los contratos de opciones binarias han estado disponibles over-the-counter (OTC), es decir, vendidos directamente por el emisor al comprador. Generalmente eran considerados instrumentos "exotic" y no había mercado líquido para el comercio de estos instrumentos entre el tiempo de su emisión y expiración. Fueron vistos a menudo incluidos en contratos de opciones más complejas. 
Desde mediados de 2008 los sitios web de opciones binarias llamados plataformas de negociación de opciones binarias, como Banc De Binary, han estado ofreciendo una versión simplificada de opciones binarias que se cotizan en bolsa. Se estima que alrededor de 90 de estas plataformas (incluidos los productos de etiqueta blanca) han estado en funcionamiento a partir de enero de 2012, ofreciendo opciones en alrededor de 200 activos subyacentes. 
Las plataformas ofrecen opciones binarias de corto plazo estandarizados con ganancias/pérdidas pre-determinadas, que no pueden ser liquidadas (compra o venta al cierre) antes de su expiración, a menos que la plataforma o corredor permitan dicha liquidación.

### Modelo de Negocios
Banc De Binary no cobraba ninguna tarifa a sus inversores. La utilidad era el resultado de la diferencia entre las opciones que vencían en-el-dinero y las opciones que vencían sin-el-dinero. Esta diferencia se explica con la fórmula a continuación. En esta (para cada activo base con las mismas características de vencimiento), (W) es el pago de la opción en-el-dinero en términos de porcentaje (por ejemplo 1.7), (L) es la salida del pago de la opción monetaria en términos de porcentaje (ejemplo 0.15), {\displaystyle (V_{1}),(V_{2})} son los volúmenes de negocio de las transacciones hechas para cada resultado (e.g. $1.000), (S) es la ganancia de la plataforma.
{\displaystyle S=-[V_{1}(W-1)+V_{2}(L-1)]}
En este ejemplo el volumen de la plataforma es $2.000 y la utilidad es de $150 ó 7.5% del volumen. Como la utilidad de la plataforma es el resultado de la fórmula anterior, la mayoría de las plataformas será indiferente al resultado de una sola operación. Notar que si {\displaystyle V_{1}} no es igual a {\displaystyle V_{2}} entonces la plataforma tendrá que actuar como creador de mercado. Esto puede resultar en una ganancia para la plataforma (S) para que sea más volátil que la fórmula de arriba. Para que un comerciante pueda acceder a una utilidad de largo plazo, este deberá predecir correctamente un estimado del 54.5% de las veces (dependiendo de los pagos en-el-dinero y los pagos fuera-del-dinero).

## Regulación
El 3 de mayo de 2012, La Comisión de valores y bolsa de Chipre anunció un cambio de políticas en relación a la clasificación de las Opciones Binarias como instrumentos financieros. El efecto es que las Plataformas de Opciones Binarias que operan en Chipre (donde varias de las plataformas están localizadas) deberán estar reguladas por la CySEC dentro de los seis meses siguientes al momento de su publicación. 
La CySEC fue el primer EU MiFID-miembro regulador para tratar a las opciones binarias como instrumentos financieros. 
El 7 de enero de 2013, el Banc De Binary se convirtió en la primera firma de opción binaria con licencia, reconocida como una firma de inversión por la CySEC.
Las Firmas de Inversión reguladas por la CySEC deben demostrarle que sus actividades cumplen con la legislación de cualquier país no miembro de la UE con quien haga negocios. De acuerdo a la compañía, sus operaciones "fuera de la Unión Europea" son realizadas por BDB Services Limited (conocida como BO Systems Limited), la cual fue fundada en las Seychelles.
Banc De Binary cumplía también con la Directiva sobre Mercados de Instrumentos Financieros (MiFID).
De conformidad con la MiFID, Banc De Binary tenía permiso de operaciones en la mayoría de estados miembros de la EEA y había notificado a los reguladores financieros de dichos estados que prestaba servicios a los residentes de esos estados. La lista a continuación muestra a los reguladores que habían aceptado la noticia de permisos de operación de Banc de Binary: Austria, Bélgica, Bulgaria, República Checa, Dinamarca, Estonia, Finlandia, Francia, Alemania, Grecia, Hungría, Islandia, Irlanda, Italia, Letonia, Liechtenstein, Lituania, Luxemburgo, Malta, Noruega, Polonia, Portugal, Rumanía, Eslovaquia , Eslovenia, España, Suecia, Países Bajos y Reino Unido.

El Registro de Servicios Financieros mantenido por la Autoridad de Conducta Financiera del Reino Unido establece que desde el 25 de febrero de 2013 la compañía "está autorizada o registrada por ... [CySEC] ... y será sujeta a regulación limitada por la Autoridad de Conducta Financiera". La compañía tenía licencias similares en Alemania, Italia, Francia, y España. En concordancia con la Directiva de Mercados Europeos en Instrumentos Financieros (MiFID), la compañía se había "registrado" en la mayoría de los estados miembros de la EEA; MiFID permite a las compañías proveer servicios financieros regulados por su estado de origen más que por el estado donde reside el cliente.

## Batallas en la Regulación Americana
La compañía recibió una denuncia presentada por la Comisión de valores y bolsa federal de los EE.UU. presentada el 5 de junio de 2013 (Acción Civil No. 2:13-CV-00993-RCJ-VCF), alegando que Banc de Binary había estado ofreciendo y vendiendo opciones binarias a inversores en los EE.UU. sin registrar primero los valores según lo requerido por las leyes federales de valores. Una solicitud de deposición fue realizada a través de los tribunales de Nevada, sin embargo, hasta la fecha no hay cargos por parte de la Comisión de valores EE.UU. en contra de la empresa o de su personal. 
En un mensaje publicado en su sitio web, la compañía publicó 

[...] Banc De Binary finaliza voluntariamente sus operaciones en los Estados Unidos de Norteamérica. La Comisión de Negociación de Futuros de Materias Primas de Estados Unidos y la Comisión de valores han afirmado que Banc De Binary no puede ofrecer sus productos de opciones binarias a residentes de los Estados Unidos sin antes registrarse en dichas agencias. Actualmente estamos en conversaciones con la CFTC y la SEC sobre estos temas, pero mientras estamos en dichas conversaciones, hemos descontinuado todos los negocios con residentes de los EE.UU.

## Productos y servicios
La compañía permitía que las personas colocaran predicciones sobre los cambios en los precios de diversos activos mediante el uso de una plataforma de precios proporcionado por otra empresa, SpotOption y personalizada por Banc de Binary. Los clientes no eran propietarios de los activos, en su lugar predecían si el precio subiría o bajaría. SpotOption también proporciona servicios de precios similares para otros corredores de opciones binarias. La compañía ofrecía varios tipos de opciones; los clientes podían hacer predicciones de los precios de más de 200 activos globales, incluyendo materias primas, acciones, índices y divisas utilizando diversas variaciones de la plataforma de negociación, incluyendo opciones binarias clásicas, las opciones a largo plazo, sesenta segundos, un toque (Opciones límite) y comercio de pares.